# Charles Floquet
Charles Thomas Floquet (ur. 2 października 1828 w Saint-Jean-Pied-de-Port; zm. 18 stycznia 1896) – francuski polityk, premier Republiki Francuskiej w latach 1888–1889, wolnomularz.
Studiował prawo w Paryżu. W 1851 rozpoczął praktykę adwokacką. Dał się poznać jako obrońca oskarżonych w procesach politycznych, w czasie których zażarcie atakował rząd. Głośny stał się jego okrzyk pod adresem cara Aleksandra II podczas wystawy światowej w Paryżu:« Vive la Pologne, Monsieur ! » (Niech żyje Polska, mój panie!)
W 1882 był (krótko) prefektem departamentu Seine.